# Ia Broăi
Ia Broăi là một xã thuộc huyện Ia Pa, tỉnh Gia Lai, Việt Nam.
Xã Ia Broăi có diện tích 23,30 km², dân số năm 1999 là 2.857 người, mật độ dân số đạt 123 người/km².